# Ximeno Cornel I
Ximeno Cornel I (~1170? - ~1221?) va ser un cavaller del llinatge aragonès dels Cornel. Fou un fidel servidor i conseller dels reis Pere II d'Aragó i del seu fill Jaume I d'Aragó.

## Orígens familiars
Apareix en els registres a partir del 1190. Jerónimo Zurita indica que era fill de Pero Cornel II. La seva germana fou Adolça Cornel i el fill d'aquesta, Pero Cornel III, era el seu nebot.

## Biografia
Fou nomenat majordom del regne d'Aragó en temps del rei Pere I el Catòlic. Lluità a la batalla de Las Navas de Tolosa i a la batalla de Muret. Mort el rei, formà part de l'ambaixada enviada a Roma per reclamar al papa Innocenci III la restitució de l'infant Jaume, el futur rei Jaume I d'Aragó, que es trobava en mans del comte Simó IV de Montfort. El 1216 va participar en la conjura de Montsó per treure l'infant Jaume del castell de Montsó. El 1218 fou nomenat conseller reial de Jaume I.